# Nikolai Iwanowitsch Saremba

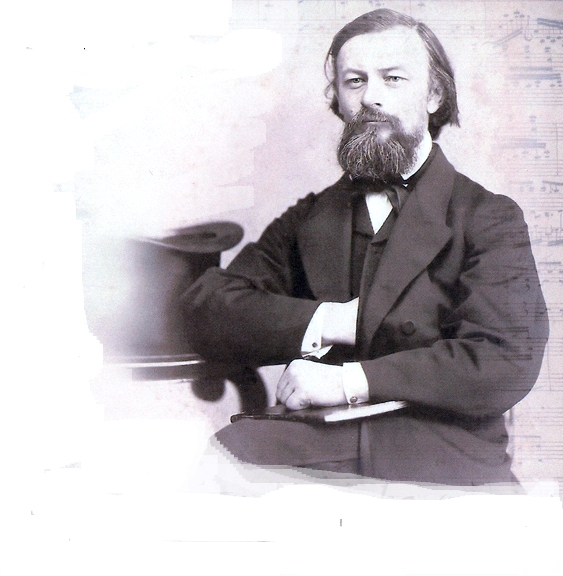
Nikolai Saremba (1821–1879)

Nikolai Iwanowitsch Saremba (russisch Николай Иванович Заремба, wiss. Transliteration Nikolaj Ivanovič Zaremba; geboren am 15. Juni 1821 in Witebsk, gestorben am 8. April 1879 in Sankt Petersburg) war ein russischer Musiktheoretiker und Komponist. Er ist vor allem als Lehrer von Pjotr Iljitsch Tschaikowski bekannt geworden, der von 1861 bis 1865 sein Schüler war.

## Leben
Saremba wurde als Sohn einer polnischen Adelsfamilie in der ländlichen Umgebung von Witebsk im Gouvernement Witebsk geboren. Er besuchte die höhere Schule in Daugavpils und studierte von 1840 bis 1844 Jura an der Universität in Sankt Petersburg. Parallel dazu konnte er seine musikalischen Interessen ausbauen, studierte Klavier bei Anton Gerke sowie Violoncello und Musiktheorie bei Johann Benjamin Groß. 1842 komponierte er im Stil Ludwig van Beethovens eine Konzert-Ouvertüre für Großes Orchester, die am 28. Dezember 1843 unter der Leitung von Karl Schubert uraufgeführt wurde.
1852 siedelte er nach Berlin über und studierte Musiktheorie und Komposition bei Adolf Bernhard Marx. Später setzte er seine Studien an der Universität in Sankt Petersburg fort. Dort wurde seine 1. Symphonie vom Studentenorchester uraufgeführt. 1859 übernahm Saremba den Musiktheorieunterricht bei der Kaiserlich Russischen Musikgesellschaft, der Vorläuferorganisation des 1862 gegründeten Sankt Petersburger Konservatoriums. Dort wirkte er unter der Leitung von Anton Grigorjewitsch Rubinstein und übernahm von diesem 1867 die Leitung des Konservatoriums, welche er bis 1872 innehatte. Zu seinen Schülern zählten u. a. Peter Tschaikowsky, Alexander Rubez und Hyppolit Altani.

## Wirken
Saremba stand musikalisch in der Tradition von Felix Mendelssohn Bartholdy. Als Musiktheoretiker konnte er den jungen Komponisten der russischen Komponistengeneration seiner Zeit eine handwerkliche Sicherheit geben, stand aber Neuerungen eher skeptisch gegenüber. Die Verbreitung seiner eigenen Werke blieb gering. Sie werden nur selten aufgeführt.

## Werke (Auswahl)
- Symphonie Nr. 1
- Oratorium Johannes der Täufer (1878/79)